# Angola (Nueva York)
Angola es una villa ubicada en el condado de Erie en el estado estadounidense de Nueva York. En el año 2000 tenía una población de 2266 habitantes y una densidad poblacional de 614 personas por km².

## Geografía
Angola se encuentra ubicada en las coordenadas 42°38′21″N 79°1′51″O / 42.63917, -79.03083.

## Demografía
Según la Oficina del Censo en 2000 los ingresos medios por hogar en la localidad eran de $40 050, y los ingresos medios por familia eran $48 352. Los hombres tenían unos ingresos medios de $37 931 frente a los $27 298 para las mujeres. La renta per cápita para la localidad era de $17 598. Alrededor del 11,2% de la población estaban por debajo del umbral de pobreza.

## Economía
Tiene la oficina de los Grandes Lagos de Goya Foods.